# Gianni Matheja
Gianni Matheja (né le 14 mars 2005 à Berlin) est un producteur de vidéos Web et étudiant allemand.

## Biographie
Matheja a grandi à Berlin en tant que fils d'une mère célibataire. Son père est originaire d'Italie et a quitté la famille quand il avait 10 ans. À l'âge de 14 ans, il témoigne contre son père devant un tribunal de Potsdam. À partir de 2017, il a fréquenté le lycée Lilienthal de Steglitz-Zehlendorf et, dès sa première année d'école, a participé au concours de débat de Berlin, où il a remporté le titre de «meilleur orateur» dans un débat en anglais. En 2021, il a animé un panel avec les candidats directs de la circonscription dans son école pour l'élection fédérale. Il s'agissait notamment de Birgit Malsack-Winkelmann, citoyenne du Reich arrêtée plus tard. Il a obtenu son diplôme d'études secondaires en 2023.

## Carrière
À l’âge de 17 ans, Matheja a lancé son podcast. En juin 2022, il sort le premier épisode de «Social Germany». Dans chaque épisode, il aborde un sujet sociopolitique. La plupart des épisodes étaient basés sur des débats actuels et mettaient en vedette un invité de marque ainsi qu’un expert scientifique ou journalistique. Parfois, des conversations avaient également lieu avec d’autres jeunes. Parmi les invités de Matheja figuraient Katja Riemann et Raúl Krauthausen.
En 2024, Matheja a modéré des lectures avec Katja Riemann et a continué son format de podcast sur YouTube, où il a interviewé Lea Van Acken et Marcel Fratzscher, entre autres. En octobre, parallèlement au début de ses études, il a commencé à télécharger des vidéos sur TikTok et Instagram sous le nom de gianni.studiert, qui dépeignent de manière satirique la vie quotidienne des étudiants universitaires. En quelques mois seulement, il a atteint un total de 200 000 abonnés sur les plateformes (en avril 2025) et a fait des apparitions télévisées dans le magazine satirique d'ARD Extra 3. Ses vidéos sur l'utilisation de ChatGPT dans les études en particulier ont reçu beaucoup d'attention. En 2025, il a sorti une chanson pour un travailleur social scolaire. Matheja étudie à l'Université libre de Berlin.